# Екатерина Енева
Екатерина Енева е български сценограф и живописец.

## Биография и творчество
Екатерина е родена в София. Баща ѝ – Христо Енев е представител на „Шел“ за България. Майка ѝ Евгения Енева е преподавател по френски език.
Екатерина Енева завършва Софийската художествената гимназия специалност – „живопис“, и Националната Художествена Академия специалност – сценография при професор Георги Каракашев.

## Сценография

### Драматичен театър „Сава Огняннов“ – Русе
Първите ѝ спектакли като професионален сценограф са в Русенския Драматичен театър през 1968 г. Първата ѝ професионална сценография е за пиесата „Монахът и неговите синове“ от Милко Милков с режисьор Жарко Павлович. През периода в Русе тя работи с емблематични за времето си режисьори: Иванка Цветанова, Васил Луканов, Слави Шкаров, Николай Колев, Константин Димчев.
През 1971 г. се омъжва за българския режисьор Петър Александров. Заедно създават десетки спектакли в България и Чехословакия. Получават национални и чуждестранни награди за режисура на Петър Александров и сценография на Екатерина Енева.

#### Драматичен театър „Боян Дановски“ – Перник
В периода 1972 – 1977 г. работи в Драматичен театър – Перник. Тук тя се среща с режисьора Леон Даниел – излиза постановката „На дъното“ на М.Горки. За спектакъла получават награда за режисура и сценография.

#### Младежки театър „Николай Бинев“
От 1977 г. работи като щатен сценограф в Народен театър за Младежта (НТМ) – по-късно преименуван на Младежки театър „Николай Бинев“.
Екатерина Енева е член на Съюза на българските художници. Участва като сценограф в редица сценографски изложби: Квадриеналето в Прага; изложби на СБХ; Триеналето в Нови Сад.

## Постановки

### Постановки в Русенския драматичен театър „Сава Огнянов“
- „Монахът и неговите синове“ – Милко Милков – реж. Жарко Павлович – 1968
- „Между два изстрела“ – Н. Драганова и П.Стефанов – реж. Николай Колев -1969
- „Ние не сме сами“ – Христо Кацаров – реж. Васил Луканов -1969
- „Амазонката“ – Богомил Райнов – реж. Слави Шкаров – 1969
- „Чайка“ – Чехов – реж. Иванка Цветанова – 1969
- „Огненият мост“ – Борис Ромашов – реж. Жарко Павлович и Слави Шкаров – 1970
- „Ленин влезе в нашия дом“ – Георги Караславов – реж. Слави Шкаров – 1970
- „Горещи нощи в Аркадия“ – Драгомир Асенов – реж. Иванка Цветанова – 1970
- „Съд на честта“ – Рангел Игнатов – реж. Слави Шкаров – 1971
- „Греховната любов на зографа Захарии“ – реж. Константин Димчев – 1971
- „Трън в петата“ – Франсоаз Саган – реж. Слави Шкаров – 1972
- „Хей, които и да си ти!“ – Уилям Сароян – реж. Иванка Цветанова – 1972
- „Авария“ – Фридрих Дюренмат – реж. Константин Димчев – 1972
- „Когато слушаш хората“ – Бранислав Нушич – реж. Иванка Цветанова – 1974
- „Боян магьосникът“ – Камен Зидаров – реж. П. Александров – 1974
- „Януари“ – Йордан Радичков – реж. П.Александров – 1975
- „Между два стола“ – Рей Куни – 1991
- „Сън в лятна нощ“ – Шекспир – 1991
- „Скок в леглото“ – Рей Куни – реж. П. Александров – 1992

### Постановки в Младежки театър „Николай Бинев“
- „Оливър“ – Лайнъл Барт – 1987; 2007– реж. Андрей Аврамов
- „Страшни смешки, смешни страшки за герои с опашки“ – реж. ЛилянаТодорова
- „Любовта към трите портокала“ – Р. Москова – реж. ЛилянаТодорова
- „Да се събудиш в Сиприля“ – Е.Пиониду – реж. ЛилянаТодорова
- „Влияние на гама лъчите върху лунните невени“ – Пол Зиндел – реж. Николай Бинев
- „Аз чакам знак" – Уилям Гибсън – реж. Николай Бинев
- „Гардеробиерът“ – Р.Харууд – реж. Николай Бинев
- „Изпитание“ на Р.Каугвер
- „Път на Надето моля“ – К.Воденичарова
- „Укротяване на опърничавата“ – Шекспир
- „Приятна жена, цвете и северен прозорец“ – Н. Радзински
- „Зинуля“ – А.Гелман
- „Куфар с глупости“ – А.Петрушевская
- „Поглед от моста“ – А.Милър
- „Снежната кралица“ – Е.Шварц – реж. Недялко Делчев
- „Грешки от любов родени“ – Л. Де Вега – реж. Надежда Сейкова

### Постановки в страната
- „Тримата мускетари“ – по М.Рехелс – реж. П.Александров – Драматичен театър – Пловдив
- „В света на мълчнието ни“ – В.Станилов – реж. П.Александров; Държавен Куклен Театър – Русе
- „Лазарица“ – Радичков
- „Старият дом“ – Ал. Казанцев – реж. Н. Томанова – НАТФИЗ;
- „Последната нощ на сократ“ – Стефан Цанев – реж. Н.Поляков – театър „199“
- „Пигмалион“ – Бърнард Шоу – Драматичен театър – Габрово;
- „Облог“ – И. Милева – реж. Л. Ардити – Драматичен театър – Перник;
- „Странната двойка“ – Нийл Саймън – Малък градски театър „Зад Канала“ – реж. Андрей Аврамов
- „Слънчево с гръмотевици“ – Кен Лудвиг – Малък градски театър „Зад Канала“ – реж. Андрей Аврамов

### Театър „Jihočeské divadlo“ – Чехословакия
- „Цигуларят на покрива“ – Джери Бок; диригент Йозеф Заплатилек – реж. П.Александров – 1990 г.
- „Розмари“ – Рудолф Фримл/Херберт Стотхарт; диригент Йозеф Заплатилек – реж. П.Александров – 1992 г.
- „Един + една = 3“ – Рей Куни – реж. П.Александров – 1992 г.

## Живопис
Екатерина Енева твори не само като художник сценограф, но и като живописец. Нейни живописни платна са собственост на частни колекции в страната и чужбина – България, Австрия, Канада, САЩ. Нейни платна участват и в благотворителни търгове в страната.
Изложби
- Съюз на българските художници – Изложба живопис и сценография – 2015 г.
- Галерия „Астри“ – изложба формат 30 – 30 – 2014 г.
- Галерия „Феста“ – изложба Миниатюра
- Галерия „Феста“ – изложба живопис и темпера – 2002 г.
- Галерия „Сезони“ – изложба живопис – 1998 г.

## Награди
- „Ние не сме сами“ – Христо Кацаров – реж. Васил Луканов - награда за сценография – 1969 г.

- „На дъното“ на М.Горки – реж. Леон Даниел – награда за режисура и сценография

- „Януари“ – Йордан Радичков – реж. Петър Александров – награда за сценография и режисура – Национален преглед на българската драма и театър – 1975 г.

- „Оливър“ – Лайнъл Барт – реж. Андрей Аврамов: награда за сценография Пенчо Георгиев – СБХ – 1987 г.

- „Страшни смешки, смешни страшки за герои с опашки“ – реж. Лиляна Тодорова – награда за сценография